# Sông Cầu (Phú Yên)
Sông Cầu is een thị xã in de provincie Phú Yên, een provincie in de regio Nam Trung Bộ, een regio in Vietnam. De oppervlakte van de thị xã bedraagt 489,28 km² en heeft sinds de telling in 2009 101.521 inwoners.
Sông Cầu ligt in het noordoosten van Phú Yên. Het grenst in het westen aan de huyện Đồng Xuân en huyện Vân Canh in de provincie Bình Định. In het zuiden grenst het aan huyện Tuy An en in het noorden grenst het aan de stad Quy Nhơn in de provincie Bình Định. In het oosten ligt de Zuid-Chinese Zee.
Sông Cầu is vooral bekend van het heuvelachtige terrein en de verschillende baaien in het district, zoals de Vũng Chaobaai en de stranden in de verschillende badplaatsen.
Sông Cầu bestaat uit verschillende administratieve eenheden. Sông Cầu bestaat uit vier phường en tien xã's.
1. Phường Xuân Đài
2. Phường Xuân Phú
3. Phường Xuân Thành
4. Phường Xuân Yên

và 10 xã:
1. Xã Xuân Bình
2. Xã Xuân Cảnh
3. Xã Xuân Hải
4. Xã Xuân Hòa
5. Xã Xuân Lâm
6. Xã Xuân Lộc
7. Xã Xuân Phương
8. Xã Xuân Thịnh
9. Xã Xuân Thọ 1
10. Xã Xuân Thọ 2